# Богданіха
Богдані́ха (рос. Богданиха) — присілок у складі Ленінського міського округу Московської області, Росія.

## Населення
Населення — 104 особи (2010; 92 у 2002).
Національний склад (станом на 2002 рік):
- росіяни — 98 %

## Історія
За даними Telegram-каналу AZfront, наприкінці жовтня 2023 року один із будинків єврейської родини цього села був помічений зіркою Давида.